# Dellamora palposa
Dellamora palposa é uma espécie de insetos coleópteros polífagos pertencente à família Mordellidae.
A autoridade científica da espécie é Normand, tendo sido descrita no ano de 1916.
Trata-se de uma espécie presente no território português.